# Frederick C. Weyand
Frederick Carlton Weyand (15 septembre 1916 - 10 février 2010) est un général américain.

## Biographie

### Jeunesse
Il étudie à l'université de Californie à Berkeley. Il devient second lieutenant en 1938.
Il se marie avec Arline Langhart en 1940.

### Carrière militaire
De 1940 à 1942, il sert dans le 6e régiment d'artillerie à Fort Leavenworth. De 1942 à 1943, il sert à San Francisco. Il sert en Inde et en Chine de 1944 à 1945.
En 1950, il commande le 7e régiment de cavalerie. Il sert au secrétariat de l'armée de 1954 à 1957. Il sert en Europe de 1958 à 1961.
De 1964 à 1967, il commande la 25e division d'infanterie stationnée à Hawaï. Il commande la seconde armée à Saïgon en 1968.
En 1973 à 1976, il commande les forces américaines terrestres du Pacifique.

### Après l'armée
En 1976, il s'installe à Honolulu.